# Portada/efemèride gener 19
Hedy Lamarr
« 18 de gener · 19 de gener · 20 de gener »